# Litopus aequabilis
Litopus aequabilis är en skalbaggsart som först beskrevs av Hermann Julius Kolbe 1890.  Litopus aequabilis ingår i släktet Litopus och familjen långhorningar.
Artens utbredningsområde är:
- Malawi.
- Zimbabwe.

Inga underarter finns listade i Catalogue of Life.